# Liceum Ogólnokształcące im. Tadeusza Kościuszki w Miechowie
Liceum Ogólnokształcące im. Tadeusza Kościuszki w Miechowie – liceum ogólnokształcące w Miechowie, położone przy ulicy Marii Konopnickiej 2.

## Historia szkoły
26 sierpnia 1916 roku, z inicjatywy Społecznego Komitetu Obywatelskiego utworzono Gimnazjum Realne, którego pierwszym dyrektorem został inż. Tadeusz Lech.
21 września 1916 roku w Miechowie w sali Teatru Miejskiego odbyło się otwarcie 8 – klasowego Gimnazjum Realnego, którego patronem został Tadeusza Kościuszkę. W 1920 roku zdało maturę 11 pierwszych absolwentów: Stefan Bogacki, Stanisław Gajdziński, Franciszek Kurczych, Kazimierz Łacie, Zygmunt Łacie, Stanisław Łoś, Eugeniusz Madej, Jan Piekarczyk, Motyl Solewicz, Bolesław Szczeciński i Józef Trojanowski.
Początkowo Gimnazjum było placówką prywatną. W pierwszych latach działalności szkoła znajdowała się w kilku budynkach: w domu Ogórkiewicza, kamienicy na rogu ulicy Krakowskiej, a także gmachu poklasztornym obok miejscowego kościoła. W 1921 roku ze środków finansowych Komitetu Rodzicielskiego pochodzących ze składek społeczności szkolnej i miechowskiej, zakupiono od rodziny Gurbielów obszerny budynek. Gmach zaadaptowano na szkołę i przekazano ówczesnemu Ministerstwu Wyznań Religijnych i Oświecenia Publicznego, a Gimnazjum Realne stało się szkołą publiczną.
Po wybuchu II wojny światowej i okupacji niemieckiej szkoła kontynuowała swoje działanie w trybie tzw. tajnego nauczania. Po wojnie, w ramach reformy edukacji z 1948 r., Gimnazjum Realne zostało przekształcone w Liceum Ogólnokształcące. Z okazji Tysiąleclecia Państwa Polskiego w 1966 roku liceum otrzymało nowy gmach.

## Dyrektorzy
Opracowano na podstawie materiału źródłowego.
- Tadeusz Lech
- Kazimierz Sieradzki
- Antoni Artymiak
- Franciszek Łapka (1932 – 1945)
- Bronisława Terlecka (styczeń – maj 1946)
- Kazimierz Płaczek (wrzesień 1946 – sierpień 1947)
- Jan Kołodziejczyk (wrzesień 1947 – sierpień 1949)
- Michał Dąbrowski (wrzesień 1949 – sierpień 1954)
- Józef Zięba (wrzesień 1954 – sierpień 1955)
- Ernest Kolano (wrzesień 1955 – sierpień 1984)
- Tadeusz Zaich (wrzesień 1984 – czerwiec 1992)
- Zbigniew Mucha (czerwiec 1992 – kwiecień 1993)
- Zbigniew Żabiński (maj 1993 – sierpień 2006)
- Zygmunt Dróżdż (wrzesień 2006 – sierpień 2021)
- Krzysztof Gajos (od sierpnia 2021)

## Znani absolwenci
- Maciej Słota – aktor filmowy, teatralny i telewizyjny
- Marek Hołda – malarz, rysownik, ilustrator i publicysta
- bp Tadeusz Szwagrzyk – biskup pomocniczy częstochowski w latach 1965–1992, doktor prawa kanonicznego
- Leszek Sobala – działacz państwowy i katolicki, wicewojewoda przemyski w latach 1980–1984, tajny współpracownik służb PRL
- Edward Marzec – pisarz, działacz ruchu ludowego[3], wiceminister kultury i sztuki w latach 1957–1959, odznaczony krzyżem kawalerskim Orderu Odrodzenia Polski